# Ronde van Spanje 2017/Startlijst
Dit artikel beschrijft de startlijst van de 72e Ronde van Spanje die op zaterdag 19 augustus 2017 van start ging in Nîmes, Frankrijk en op zondag 10 september eindigde in de hoofdstad Madrid. In totaal deden er 22 ploegen met negen renners mee aan de rittenkoers.

## Overzicht
Legenda truien
 = klassementleider
 = leider puntenklassement
 = leider bergklassement
 = leider combinatieklassement
 = eerste in ploegenklassement
 = strijdlustigste renner

### Trek-Segafredo
| rugnummer | renner            | prestaties deze ronde | opmerkingen               | eindklassering |
| --------- | ----------------- | --------------------- | ------------------------- | -------------- |
| 1         | Alberto Contador  | Winnaar 20e etappe    |                           |                |
| 2         | Edward Theuns     |                       |                           |                |
| 3         | Markel Irizar     | 2e etappe             |                           |                |
| 4         | Julien Bernard    |                       |                           |                |
| 5         | Jesús Hernández   |                       |                           |                |
| 6         | Jarlinson Pantano |                       |                           |                |
| 7         | John Degenkolb    |                       | niet gestart in 5e etappe |                |
| 8         | Koen de Kort      |                       |                           |                |
| 9         | Peter Stetina     |                       |                           |                |

### Quick-Step Floors
| rugnummer | renner             | prestaties deze ronde                                                        | opmerkingen          | eindklassering |
| --------- | ------------------ | ---------------------------------------------------------------------------- | -------------------- | -------------- |
| 11        | David de la Cruz   |                                                                              | opgave in 20e etappe |                |
| 12        | Julian Alaphilippe | Winnaar 8e etappe                                                            |                      |                |
| 13        | Eros Capecchi      |                                                                              |                      |                |
| 14        | Tim Declercq       |                                                                              |                      |                |
| 15        | Bob Jungels        |                                                                              |                      |                |
| 16        | Enric Mas          | 6e en 20e etappe                                                             |                      |                |
| 17        | Yves Lampaert      | Winnaar 2e etappe 2e etappe 2e etappe                                        |                      |                |
| 18        | Niki Terpstra      |                                                                              |                      |                |
| 19        | Matteo Trentin     | Winnaar 4e, 10e, 13e, en 21e etappe 4e-8e etappe + 10e-14e etappe 10e etappe |                      |                |
|           | Team               | 2e etappe                                                                    |                      |                |

### Team Sky
| rugnummer | renner           | prestaties deze ronde                                                                      | opmerkingen | eindklassering |
| --------- | ---------------- | ------------------------------------------------------------------------------------------ | ----------- | -------------- |
| 21        | Chris Froome     | Winnaar 9e en 16e etappe 3e-21e etappe 9e etappe + 15e-21e etappe 3e-21e etappe 16e etappe |             |                |
| 22        | Christian Knees  |                                                                                            |             |                |
| 23        | Salvatore Puccio |                                                                                            |             |                |
| 24        | David López      |                                                                                            |             |                |
| 25        | Gianni Moscon    |                                                                                            |             |                |
| 26        | Mikel Nieve      |                                                                                            |             |                |
| 27        | Wout Poels       |                                                                                            |             |                |
| 28        | Diego Rosa       |                                                                                            |             |                |
| 29        | Ian Stannard     |                                                                                            |             |                |

### BMC Racing Team
| rugnummer | renner               | prestaties deze ronde       | opmerkingen                | eindklassering |
| --------- | -------------------- | --------------------------- | -------------------------- | -------------- |
| 31        | Damiano Caruso       |                             |                            |                |
| 32        | Alessandro De Marchi |                             |                            |                |
| 33        | Rohan Dennis         | 1e etappe                   | niet gestart in 16e etappe |                |
| 34        | Kilian Frankiny      |                             | niet gestart in 16e etappe |                |
| 35        | Daniel Oss           | 1e-2e etappe                | niet gestart in 17e etappe |                |
| 36        | Nicolas Roche        | 1e-2e etappe                |                            |                |
| 37        | Loïc Vliegen         |                             |                            |                |
| 38        | Tejay van Garderen   |                             |                            |                |
| 39        | Francisco Ventoso    |                             |                            |                |
|           | Team                 | Winnaar 1e etappe 1e etappe |                            |                |

### Orica-Scott
| rugnummer | renner                  | prestaties deze ronde | opmerkingen                | eindklassering |
| --------- | ----------------------- | --------------------- | -------------------------- | -------------- |
| 41        | Esteban Chaves          |                       |                            |                |
| 42        | Sam Bewley              |                       |                            |                |
| 43        | Jack Haig               |                       |                            |                |
| 44        | Magnus Cort             |                       |                            |                |
| 45        | Christopher Juul-Jensen |                       |                            |                |
| 46        | Svein Tuft              |                       | niet gestart in 16e etappe |                |
| 47        | Carlos Verona           |                       |                            |                |
| 48        | Adam Yates              |                       |                            |                |
| 49        | Simon Yates             |                       |                            |                |
|           | Team                    | 3e-4e etappe          |                            |                |

### Movistar Team
| rugnummer | renner             | prestaties deze ronde | opmerkingen               | eindklassering |
| --------- | ------------------ | --------------------- | ------------------------- | -------------- |
| 51        | Jorge Arcas        |                       | opgave in 12e etappe      |                |
| 52        | Carlos Betancur    |                       | niet gestart in 7e etappe |                |
| 53        | Richard Carapaz    |                       |                           |                |
| 54        | Rubén Fernández    |                       | opgave in 15e etappe      |                |
| 55        | Daniel Moreno      | 17e etappe            |                           |                |
| 56        | Nélson Oliveira    |                       |                           |                |
| 57        | Antonio Pedrero    |                       |                           |                |
| 58        | José Joaquín Rojas | 18e etappe            |                           |                |
| 59        | Marc Soler         | 9e etappe             |                           |                |
|           | Team               | 7e-12e etappe         |                           |                |

### Team Sunweb
| rugnummer | renner               | prestaties deze ronde | opmerkingen                | eindklassering |
| --------- | -------------------- | --------------------- | -------------------------- | -------------- |
| 61        | Wilco Kelderman      |                       |                            |                |
| 62        | Warren Barguil       |                       | niet gestart in 8e etappe  |                |
| 63        | Johannes Fröhlinger  |                       |                            |                |
| 64        | Chad Haga            |                       |                            |                |
| 65        | Chris Hamilton       |                       |                            |                |
| 66        | Lennard Hofstede     |                       | opgave in 12e etappe       |                |
| 67        | Lennard Kämna        |                       | niet gestart in 17e etappe |                |
| 68        | Søren Kragh Andersen |                       |                            |                |
| 69        | Sam Oomen            |                       | opgave in 14e etappe       |                |

### BORA-hansgrohe
| rugnummer | renner              | prestaties deze ronde | opmerkingen         | eindklassering |
| --------- | ------------------- | --------------------- | ------------------- | -------------- |
| 71        | Cesare Benedetti    |                       | opgave in 8e etappe |                |
| 72        | Emanuel Buchmann    |                       |                     |                |
| 73        | Michael Kolář       |                       | opgave in 2e etappe |                |
| 74        | Patrick Konrad      |                       |                     |                |
| 75        | Rafał Majka         | Winnaar 14e etappe    |                     |                |
| 76        | Christoph Pfingsten |                       |                     |                |
| 77        | Paweł Poljański     |                       |                     |                |
| 78        | Andreas Schillinger |                       |                     |                |
| 79        | Michael Schwarzmann |                       |                     |                |

### AG2R La Mondiale
| rugnummer | renner             | prestaties deze ronde | opmerkingen                | eindklassering |
| --------- | ------------------ | --------------------- | -------------------------- | -------------- |
| 81        | Romain Bardet      | 11e etappe            |                            |                |
| 82        | Clément Chevrier   |                       |                            |                |
| 83        | Nico Denz          |                       | niet gestart in 16e etappe |                |
| 84        | Axel Domont        |                       | niet gestart in 14e etappe |                |
| 85        | Julien Duval       |                       |                            |                |
| 86        | Alexandre Geniez   | 3e etappe             | niet gestart in 16e etappe |                |
| 87        | Alexis Gougeard    |                       |                            |                |
| 88        | Hugo Houle         |                       |                            |                |
| 89        | Domenico Pozzovivo |                       | opgave in 11e etappe       |                |

### Cannondale-Drapac Pro Cycling Team
| rugnummer | renner           | prestaties deze ronde | opmerkingen | eindklassering |
| --------- | ---------------- | --------------------- | ----------- | -------------- |
| 91        | Michael Woods    |                       |             |                |
| 92        | Brendan Canty    |                       |             |                |
| 93        | Simon Clarke     |                       |             |                |
| 94        | Joe Dombrowski   |                       |             |                |
| 95        | Thomas Scully    |                       |             |                |
| 96        | Toms Skujiņš     |                       |             |                |
| 97        | Will Clarke      |                       |             |                |
| 98        | Davide Villella  | 3e-21e etappe         |             |                |
| 99        | Tom Van Asbroeck |                       |             |                |

### Team Katjoesja Alpecin
| rugnummer | renner            | prestaties deze ronde | opmerkingen               | eindklassering |
| --------- | ----------------- | --------------------- | ------------------------- | -------------- |
| 101       | Ilnoer Zakarin    |                       |                           |                |
| 102       | Maksim Belkov     |                       |                           |                |
| 103       | Sven Erik Bystrøm |                       | niet gestart in 8e etappe |                |
| 104       | José Gonçalves    |                       | opgave in 6e etappe       |                |
| 105       | Marco Haller      |                       |                           |                |
| 106       | Alberto Losada    |                       |                           |                |
| 107       | Michael Mørkøv    |                       |                           |                |
| 108       | Matvej Mamykin    |                       | opgave in 19e etappe      |                |
| 109       | Rein Taaramäe     |                       |                           |                |

### Team LottoNL-Jumbo
| rugnummer | renner            | prestaties deze ronde | opmerkingen                | eindklassering |
| --------- | ----------------- | --------------------- | -------------------------- | -------------- |
| 111       | Steven Kruijswijk |                       |                            |                |
| 112       | George Bennett    |                       | niet gestart in 12e etappe |                |
| 113       | Antwan Tolhoek    |                       |                            |                |
| 114       | Koen Bouwman      |                       |                            |                |
| 115       | Stef Clement      |                       |                            |                |
| 116       | Floris De Tier    |                       |                            |                |
| 117       | Bert-Jan Lindeman |                       |                            |                |
| 118       | Juan José Lobato  |                       |                            |                |
| 119       | Daan Olivier      |                       |                            |                |

### UAE Team Emirates
| rugnummer | renner             | prestaties deze ronde | opmerkingen         | eindklassering |
| --------- | ------------------ | --------------------- | ------------------- | -------------- |
| 121       | Rui Costa          |                       |                     |                |
| 122       | Darwin Atapuma     |                       |                     |                |
| 123       | Anass Aït el Abdia |                       | opgave in 2e etappe |                |
| 124       | Louis Meintjes     |                       |                     |                |
| 125       | Sacha Modolo       |                       |                     |                |
| 126       | Matej Mohorič      | Winnaar 7e etappe     |                     |                |
| 127       | Przemysław Niemiec | 8e etappe             |                     |                |
| 128       | Jan Polanc         |                       |                     |                |
| 129       | Federico Zurlo     |                       |                     |                |

### Astana Pro Team
| rugnummer | renner             | prestaties deze ronde         | opmerkingen         | eindklassering |
| --------- | ------------------ | ----------------------------- | ------------------- | -------------- |
| 131       | Fabio Aru          |                               |                     |                |
| 132       | Pello Bilbao       |                               |                     |                |
| 133       | Sergej Tsjernetski |                               |                     |                |
| 134       | Laurens De Vreese  |                               |                     |                |
| 135       | Jesper Hansen      |                               | opgave in 8e etappe |                |
| 136       | Miguel Ángel López | Winnaar 11e en 15e etappe     |                     |                |
| 137       | Aleksej Loetsenko  | Winnaar 5e etappe 5e etappe   |                     |                |
| 138       | Luis León Sánchez  |                               |                     |                |
| 139       | Nikita Stalnov     |                               |                     |                |
|           | Team               | 5e-6e etappe + 13e-21e etappe |                     |                |

### Lotto Soudal
| rugnummer | renner            | prestaties deze ronde         | opmerkingen                | eindklassering |
| --------- | ----------------- | ----------------------------- | -------------------------- | -------------- |
| 141       | Sander Armée      | Winnaar 19e etappe 15e etappe |                            |                |
| 142       | Bart De Clercq    |                               |                            |                |
| 143       | Thomas De Gendt   | Winnaar 20e etappe 13e etappe |                            |                |
| 144       | Jens Debusschere  |                               | opgave in 9e etappe        |                |
| 145       | Adam Hansen       |                               |                            |                |
| 146       | Tomasz Marczyński | Winnaar 6e en 12e etappe      |                            |                |
| 147       | Rémy Mertz        |                               |                            |                |
| 148       | Maxime Monfort    |                               | niet gestart in 18e etappe |                |
| 149       | Jelle Wallays     |                               |                            |                |

### Bahrein-Merida Pro Cycling Team
| rugnummer | renner              | prestaties deze ronde       | opmerkingen         | eindklassering |
| --------- | ------------------- | --------------------------- | ------------------- | -------------- |
| 151       | Vincenzo Nibali     | Winnaar 3e etappe 3e etappe |                     |                |
| 152       | Valerio Agnoli      |                             |                     |                |
| 153       | Manuele Boaro       |                             |                     |                |
| 154       | Iván García Cortina |                             |                     |                |
| 155       | Javier Moreno       |                             | opgave in 2e etappe |                |
| 156       | Antonio Nibali      |                             |                     |                |
| 157       | Domen Novak         |                             |                     |                |
| 158       | Franco Pellizotti   |                             |                     |                |
| 159       | Giovanni Visconti   |                             |                     |                |

### FDJ
| rugnummer | renner               | prestaties deze ronde | opmerkingen                | eindklassering |
| --------- | -------------------- | --------------------- | -------------------------- | -------------- |
| 161       | Arnaud Courteille    |                       |                            |                |
| 162       | Marc Fournier        |                       | opgave in 3e etappe        |                |
| 163       | Daniel Hoelgaard     |                       |                            |                |
| 164       | Johan Le Bon         |                       | opgave in 9e etappe        |                |
| 165       | Tobias Ludvigsson    |                       |                            |                |
| 166       | Jérémy Maison        |                       |                            |                |
| 167       | Lorrenzo Manzin      |                       |                            |                |
| 168       | Anthony Roux         |                       |                            |                |
| 169       | Odd Christian Eiking |                       | niet gestart in 21e etappe |                |

### Team Dimension Data
| rugnummer | renner                     | prestaties deze ronde | opmerkingen                | eindklassering |
| --------- | -------------------------- | --------------------- | -------------------------- | -------------- |
| 171       | Igor Antón                 |                       |                            |                |
| 172       | Nicolas Dougall            |                       | opgave in 6e etappe        |                |
| 173       | Youcef Reguigui            |                       | opgave in 5e etappe        |                |
| 174       | Omar Fraile                | 12e etappe            | opgave in 13e etappe       |                |
| 175       | Jacques Janse van Rensburg |                       |                            |                |
| 176       | Benjamin King              |                       | niet gestart in 3e etappe  |                |
| 177       | Merhawi Kudus              |                       | opgave in 7e etappe        |                |
| 178       | Lachlan Morton             |                       |                            |                |
| 179       | Serge Pauwels              |                       | niet gestart in 12e etappe |                |

### Cofidis
| rugnummer | renner              | prestaties deze ronde | opmerkingen          | eindklassering |
| --------- | ------------------- | --------------------- | -------------------- | -------------- |
| 181       | Guillaume Bonnafond |                       |                      |                |
| 182       | Luis Ángel Maté     | 7e en 14 etappe       |                      |                |
| 183       | Daniel Navarro      | 19e etappe            |                      |                |
| 184       | Anthony Perez       |                       |                      |                |
| 185       | Stéphane Rossetto   |                       |                      |                |
| 186       | Anthony Turgis      |                       |                      |                |
| 187       | Jimmy Turgis        |                       | opgave in 15e etappe |                |
| 188       | Kenneth Vanbilsen   |                       |                      |                |
| 189       | Jonas Van Genechten |                       | opgave in 7e etappe  |                |

### Caja Rural-Seguros RGA
| rugnummer | renner           | prestaties deze ronde | opmerkingen | eindklassering |
| --------- | ---------------- | --------------------- | ----------- | -------------- |
| 191       | Sergio Pardilla  |                       |             |                |
| 192       | David Arroyo     |                       |             |                |
| 193       | Fabricio Ferrari |                       |             |                |
| 194       | Lluís Mas        |                       |             |                |
| 195       | Rafael Reis      |                       |             |                |
| 196       | Jaime Rosón      |                       |             |                |
| 197       | Diego Rubio      | 4e etappe             |             |                |
| 198       | Héctor Sáez      |                       |             |                |
| 199       | Nick Schultz     |                       |             |                |

### Aqua Blue Sport
| rugnummer | renner              | prestaties deze ronde | opmerkingen         | eindklassering |
| --------- | ------------------- | --------------------- | ------------------- | -------------- |
| 201       | Adam Blythe         |                       |                     |                |
| 202       | Mark Christian      |                       |                     |                |
| 203       | Stefan Denifl       | Winnaar 17e etappe    |                     |                |
| 204       | Aaron Gate          |                       |                     |                |
| 205       | Lasse Norman Hansen |                       |                     |                |
| 206       | Michel Kreder       |                       |                     |                |
| 207       | Larry Warbasse      |                       | opgave in 7e etappe |                |
| 208       | Peter Koning        |                       |                     |                |
| 209       | Conor Dunne         |                       |                     |                |

### Manzana Postobón Team
| rugnummer | renner             | prestaties deze ronde | opmerkingen | eindklassering |
| --------- | ------------------ | --------------------- | ----------- | -------------- |
| 211       | Aldemar Reyes      |                       |             |                |
| 212       | Hernán Aguirre     |                       |             |                |
| 213       | Hernando Bohórquez |                       |             |                |
| 214       | Fernando Orjuela   |                       |             |                |
| 215       | Juan Felipe Osorio |                       |             |                |
| 216       | Sebastián Molano   |                       |             |                |
| 217       | Bernardo Suaza     |                       |             |                |
| 218       | Ricardo Vilela     |                       |             |                |
| 219       | Jetse Bol          |                       |             |                |

## Deelnemers per land
| Deelnemers | Land |
| ---------- | --- |
| 31         | Spanje |
| 20         | Frankrijk, Italië                                                                                         |
| 17         | België |
| 15         | Nederland                                                                                                 |
| 12         | Colombia                                                                                                  |
| 9          | Australië, Duitsland                                                                                      |
| 6          | Denemarken, Verenigd Koninkrijk, Verenigde Staten                                                         |
| 5          | Portugal                                                                                                  |
| 4          | Nieuw-Zeeland, Polen, Rusland                                                                             |
| 3          | Canada, Noorwegen, Oostenrijk, Slovenië, Zuid-Afrika                                                      |
| 2          | Ierland, Kazachstan                                                                                       |
| 1          | Algerije, Ecuador, Eritrea, Estland, Letland, Luxemburg, Marokko, Slowakije, Uruguay, Zweden, Zwitserland |

1e etappe ·
2e etappe ·
3e etappe ·
4e etappe ·
5e etappe ·
6e etappe ·
7e etappe ·
8e etappe ·
9e etappe ·
10e etappe ·
11e etappe ·
12e etappe ·
13e etappe ·
14e etappe ·
15e etappe ·
16e etappe ·
17e etappe ·
18e etappe ·
19e etappe ·
20e etappe ·
21e etappe
Startlijst · Eindstanden · Afbeeldingen